# Хуаррос-де-Вольтоя
Хуаррос-де-Вольтоя (ісп. Juarros de Voltoya) — муніципалітет в Іспанії, у складі автономної спільноти Кастилія-і-Леон, у провінції Сеговія. Населення — 276 осіб (2010).
Муніципалітет розташований на відстані близько 95 км на північний захід від Мадрида, 34 км на захід від Сеговії.

## Демографія
Динаміка населення (INE ):